# 妖精帝國
妖精帝國（ようせいていこく、独表記：Das Feenreich）は、日本のゴシックメタルバンド。Lantis所属。

## 概要

### 役説
原点は1997年に愛知県名古屋市で結成された、ゆいと橘尭葉による音楽ユニットである。
妖精帝國において、ファンは「臣民」、ライブは「式典」と呼ばれる。また、メンバー（楽器隊）にはそれぞれ階級が存在し、楽器隊は妖精帝國への貢献度によって位が上下するという。

### 設定
妖精の存在を信じなくなった人間が増え、荒廃の一途をたどる「妖精帝國」。音楽を通じて人間達に妖精の存在を思い出させ、妖精帝國を再興させるため、「妖精帝國第参軍楽隊」を結成。人間界での便宜上のユニット名を「妖精帝國」とする。
長らくゆいの父である皇帝が支配してきた妖精帝國であったが、手にすると支配権を握ることができる「トーガ・ピクタ」を手にしたこと、特催公式式典「920Putsch」において多数の臣民から支持を得たことでゆいによる革命が成功。ゆいが皇帝を退けて終身独裁官を名乗ることとなる。

## 経歴

### インディーズ時代
インディーズ時代は「桃」を全面的にイメージしており、シンセサイザーを使用したトランスミュージックやハードコアテクノミュージックを中心に制作していた。
また、ライブでは桃の天然水を配るなどといったパフォーマンスを披露していた。
この時期のアルバムは再販がされておらず、現在では入手困難となっている。
「桃」をイメージしていた時代は、曲調や衣装、世界観は電波系であったが、4thアルバム「stigma」以降は、現在のゴシック路線に移行することになる。

### メジャーデビュー以降
ロック、ヘヴィメタルを軸に、クラシックやテクノなどを融合させた音楽を制作。オリジナル楽曲に加え、テレビアニメやゲームへの楽曲提供も行っており、それらに関連するライブやイベントにも出演。
2009年、ReluとNanami が加入する。「Animelo Summer Live」、「ランティス祭り」、「MUSIC JAPAN 新世紀アニソンSP」などへの出演をきっかけに、知名度が上昇した。
2013年からは、オリジナルメンバーに加え、Nanami、紫煉、Gightの3名と共にバンドとして活動しており、メタル・サウンドを主軸とした音楽性に移行。
2015年8月5日、約10年ぶりとなるフルオリジナルアルバム『SHADOW CORPS[e]』を発売し、ゴシック・メタル・バンドとして本格的に始動。
2019年、SEX MACHINEGUNS、妖精帝國、GYZEが出演する日本のメタルバンドによる海外フェスティバル「METAL NATION 2019」が12月15日にメキシコで開催。12月13日、発売延期・未定となっていたアルバムが、制作上の都合により発売中止とされたが、その後、アルバム『the age of villains』の制作と発売日がアナウンスされ、発売に至った。

## メンバー
ゆい
年齢：325歳以上
誕生日：10月25日
担当：ボーカル、コーラス、作詞（2007年以降、クレジットでは「YUI」表記）
階級：妖精帝國終身独裁官、皇女
メンバーで唯一の妖精。羽根が生えているが、妖精の存在を信じない人間には見ることができない。
橘と音楽を始める前はJUDY AND MARYやLINDBERGなどを聴いていた。妖精帝國がメタルを取り入れる過程で、特にゆいに影響を与えているウィズイン・テンプテーションの他、イン・ディス・モーメント、フライリーフといった女性ボーカルのメタルを聴くようになる。特技は合気道。

橘 尭葉（たちばな たかは）
誕生日：3月25日
出身：三重県
担当：プロデュース、ギター、キーボード、作曲、編曲
階級：少尉 ⇒ 大尉
音楽を始めたきっかけは小室哲哉。バンドに目覚めたのはX JAPAN、LUNA SEAなどからで、「メタルっぽい楽曲」をキーボードを使用して制作するという音楽性だった。本格的にメタルをやりたいという思いがあった中で、機材が進化したことや、自分のできることが増えたこと、メンバーが増えたことによって、メタルを表現できるようになったという。イングヴェイ・マルムスティーンを知ったことで、ネオクラや物語性のある音楽から影響を受けている。
2019年6月14日、ライブ出演を引退し、今後はサウンドプロデューサー、作編曲家として活動していく事を発表。

Nanami（ななみ）
誕生日：9月17日
担当：ベース、作曲、編曲
階級：伍長 ⇒ 准尉
北欧出身のハードロック、ヘヴィメタルのバンドを好む。作曲やデモ作りではギターも演奏する。イングヴェイ・マルムスティーンがレコーディングで演奏するベースからは非常に影響を受けている。

Gight（がいと）
誕生日：3月20日
担当：ドラムス、作曲、編曲
階級：軍曹
ESPミュージカルアカデミー出身。
小学校低学年からマーチングバンドで太鼓を担当し、中学・高校では吹奏楽で打楽器を担当。中学生からB'zをきっかけにドラムセットを叩き始める。ドラマーとしては、山木秀夫、青山純の奏法から特に影響を受けており、ラーズ・ウルリッヒやトミー・リーからも影響を受けている。

XiVa（さいば）
誕生日：6月7日
担当：ギター
階級：伍長
紫煉の除隊に伴い、2019年1月に加入。

ryöga（りょーが）
誕生日：12月6日
担当：ギター
階級：伍長
橘尭葉のライブ出演引退に伴い2019年6月に加入。

### 旧メンバー
Relu（れる）
誕生日：1月4日
担当：ドラムス
階級：伍長

紫煉（しれん）
誕生日：3月10日
担当：ギター、シャウト、作曲、編曲
階級：曹長
MI JAPAN出身。LIGHTNINGの元サポートメンバー。
2008年にUnlucky Morpheusを設立。2013年に妖精帝國に加入し、2014年から電気式華憐音楽集団に加入。
2015年4月1日から、それまで別名義で行ってきた活動も「紫煉」名義に統一。
アマチュア時代から妖精帝國のファンだった。メンバーとなったことで、以前から自分がいいと思っていたバンドの要素を増幅させて、個人的に足りないと感じていた部分を補うことを意識しており、「もっとこうしたら自分好みになる」と思っていたことを実践できるのが楽しいという。
X JAPANをきっかけに、ラプソディー、アングラ、ソナタ・アークティカなどのメロスピに傾倒。ギタリストとしては、イングヴェイ・マルムスティーン、スティーヴ・ヴァイなどのギターヒーロー系に加え、パット・メセニー、アラン・ホールズワースといったフュージョン系からも影響を受けている。ペリフェリーなど、メタルコア系も好む。
2016年末より腕の腱鞘炎の症状に悩まされ、その後約1年間様子を見ながら活動を続け、一時は回復に向かったとも思われたがニューアルバムの制作等で再発し、レコーディング量や2018年以降の妖精帝國の活動を考え、ギタリストとしての将来も考慮し、メンバーでの度重なる協議の上、2018年2月17日に川崎で行われた式典を最期に除隊。

## ディスコグラフィ

### シングル
|            | 発売日         | タイトル              | 規格品番   | 規格品番   | 最高位 |
| 初回限定盤 | 発売日         | タイトル              | 通常盤     |            | 最高位 |
| ---------- | -------------- | --------------------- | ---------- | ---------- | ------ |
| 1st        | 2006年3月8日   | あしたを許して        |            | LACM-4250  | 126位  |
| 2nd        | 2006年4月26日  | 鮮血の誓い            | LACM-4257  | 48位       |        |
| 3rd        | 2006年7月26日  | Noble Roar            | LACM-4283  | 96位       |        |
| 4th        | 2006年10月4日  | Valkyrja              | LACM-4288  | 50位       |        |
| 5th        | 2007年2月7日   | 至純の残酷            | LHCM-1028  | 58位       |        |
| 6th        | 2008年7月9日   | Schwarzer Sarg        | LACM-4510  | 43位       |        |
| 7th        | 2008年8月6日   | Hades:The bloody rage | LACM-4516  | 62位       |        |
| 8th        | 2008年9月10日  | Weiß Flügel           | LACM-4529  | 54位       |        |
| 9th        | 2009年5月27日  | 月光の契り            | LACM-4615  | 83位       |        |
| 10th       | 2009年12月23日 | one                   | LACM-4679  | 72位       |        |
| 11th       | 2010年4月21日  | Baptize               | LACM-4704  | 43位       |        |
| 12th       | 2010年8月25日  | rebellion anthem      | LACM-4737  | 66位       |        |
| 13th       | 2011年7月27日  | Mischievous of Alice  | LACM-4833  | 78位       |        |
| 14th       | 2011年10月26日 | 空想メソロギヰ        | LACM-34868 | LACM-4868  | 27位   |
| 15th       | 2012年2月8日   | filament              | LACM-34904 | LACM-4904  | 51位   |
| 16th       | 2014年3月7日   | 使徒覚醒              |            | LACM-14201 | 70位   |
| 17th       | 2014年8月6日   | 救世Άργυρός           | LACM-34259 | LACM-14259 | 62位   |
| 18th       | 2016年4月27日  | DISORDER              |            | LACM-14478 | 56位   |
| 19th       | 2017年5月31日  | flamma idola          | LACM-14620 | 44位       |        |

### アルバム
|              | 発売日         | タイトル                 | 規格品番     | 最高位       |
| インディーズ | インディーズ   | インディーズ             | インディーズ | インディーズ |
| ------------ | -------------- | ------------------------ | ------------ | ------------ |
| ※            | 1996年         | 新しい桃                 |              |              |
| 1st          | 1997年         | 桃とハネ                 |              |              |
| 2nd          | 1998年         | 桃の森                   |              |              |
| 3rd          | 1999年         | 至高の桃                 |              |              |
| 4th          | 2005年11月2日  | stigma                   | FAI-0001     |              |
| Lantis       |                |                          |              |              |
| 1st          | 2007年4月25日  | GOTHIC LOLITA PROPAGANDA | LACA-5630    | 52位         |
| 2nd          | 2009年8月26日  | Gothic Lolita Doctrine   | LACA-5953    | 55位         |
| 3rd          | 2010年12月22日 | gothic lolita agitator   | LACA-15090   | 73位         |
| 4th          | 2013年3月27日  | PAX VESANIA              | LACA-15285   | 37位         |
| 5th          | 2014年12月24日 | Hades:The other world    | LACA-15470   | 40位         |
| 6th          | 2015年8月5日   | SHADOW CORPS[e]          | LACA-15496   | 22位         |
| 7th          | 2020年3月25日  | the age of villains      | LACA-15820   | 43位         |

### ミニアルバム
| 発売日        | タイトル     | 規格品番   | 最高位 |
| ------------- | ------------ | ---------- | ------ |
| 2007年11月7日 | metanoia     | LACA-5707  | 49位   |
| 2009年1月14日 | 彩の無い世界 | LACA-5840  | 87位   |
| 2013年1月23日 | 神パラ楽典   | LACA-15273 | 147位  |

### 映像作品
|     | 発売日         | タイトル                                                       | 規格品番             | 備考               |
| --- | -------------- | -------------------------------------------------------------- | -------------------- | ------------------ |
| 1st | 2010年12月22日 | 特催公式式典920Putsch LIVE DVD                                 | LABM-7070/1（2枚組） | ライブ映像を収録。 |
| 2nd | 2013年3月27日  | Chronik I                                                      | LABX-8027            | PV（MV）集。       |
| 3rd | 2013年10月23日 | 妖精帝國第六回公式式典ツアー PAX VESANIA TOUR LIVE Blu-ray&DVD | LABX-8042/3（2枚組） | ライブ映像を収録。 |

- Animelo Summer Live 2009 -RE:BRIDGE-

### コンピレーション
- crystal2 〜サーカス ヴォーカルコレクション〜 Vol.2
- 舞-HiME-運命の系統樹 ORIGINAL SOUNDTRACK last moment
- 舞-HiME～ベストコレクション～
- crystal3 〜サーカス ヴォーカルコレクション〜 Vol.3
- Songs from Eternal Fantasy
- 百合ームコロッケ
- 聖痕のクェイサー オリジナルサウンドトラック
- フォルテシモ ボーカルミニアルバム fortissimo songs
- 刀語 歌曲集 其ノ壱
- 未来日記 インスパイアードアルバム Vol.1 〜因果律ノイズ〜
- IKA LOVE
- 未来日記 インスパイアードアルバム Vol.2 〜因果律デシベル〜
- 「使徒礼賛」～神様と運命革命のパラドクス オリジナルサウンドトラック～
- fortissimo complete best album -La'cryma 10th Anniversary -

### タイアップ曲
| 楽曲                         | タイアップ                                                                                |
| ---------------------------- | ----------------------------------------------------------------------------------------- |
| last moment                  | PS2ゲーム『舞-HiME 運命の系統樹』挿入歌                                                   |
| Fortuna                      | PS2ゲーム『舞-HiME 運命の系統樹』挿入歌                                                   |
| あしたを許して               | パソコンゲーム『AR 〜忘れられた夏〜』オープニングテーマ                                   |
| 鮮血の誓い                   | テレビアニメ『錬金3級 まじかる?ぽか〜ん』オープニングテーマ                               |
| Noble Roar                   | テレビアニメ『イノセント・ヴィーナス』オープニングテーマ                                  |
| Valkyrja                     | PS2ゲーム『舞-乙HiME 乙女舞闘史!!』オープニングテーマ                                     |
| 導きの蒼                     | PS2ゲーム『舞-乙HiME 乙女舞闘史!!』エンディングテーマ                                     |
| 至純の残酷                   | テレビアニメ『Venus Versus Virus』エンディングテーマ                                      |
| 彩の無い世界                 | テレビアニメ『黒神 The Animation』前期エンディングテーマ                                  |
| 月光の契り                   | テレビアニメ『黒神 The Animation』後期エンディングテーマ                                  |
| Gothic Lolita Doctrine       | テレビアニメ『黒神 The Animation』イメージソング                                          |
| Destrudo                     | テレビアニメ『黒神 The Animation』イメージソング                                          |
| 霊喰い                       | テレビアニメ『喰霊-零-』挿入歌                                                            |
| Alte Burg                    | テレビアニメ『黒神 The Animation』イメージソング                                          |
| one                          | PSPゲーム『クイーンズブレイド スパイラルカオス』オープニングテーマ                        |
| Baptize                      | テレビアニメ『聖痕のクェイサー』後期オープニングテーマ                                    |
| Asgard                       | パソコンゲーム『fortissimo//Akkord:Bsusvier』オープニングテーマ                           |
| keep existing                | パソコンゲーム『fortissimo//Akkord:Bsusvier』挿入歌                                       |
| rebellion anthem             | 「革命決起式典」テーマソング                                                              |
| 誰そ彼の月華                 | テレビアニメ『刀語』第1話 エンディングテーマ                                              |
| Mischievous of Alice         | PSPゲーム『クイーンズゲイト スパイラルカオス』オープニングテーマ                          |
| emergence                    | PSPゲーム『クイーンズゲイト スパイラルカオス』エンディングテーマ                          |
| 空想メソロギヰ               | テレビアニメ『未来日記』前期オープニングテーマ ※OPクレジットには「妖精帝国」表記(2話-3話) |
| filament                     | テレビアニメ『未来日記』後期エンディングテーマ                                            |
| 昏き世界の慟哭               | パソコンゲーム『fortissimo EXS//Akkord:nächsten Phase』紅葉ルートオープニングテーマ       |
| 神、ノゾム世界と箱庭幻想     | PS3ゲーム『神様と運命革命のパラドクス』オープニングテーマ                                 |
| 絢爛天華、虚空に消ゆ         | PS3ゲーム『神様と運命革命のパラドクス』挿入歌                                             |
| 幻惑蝴蝶                     | PS3ゲーム『神様と運命革命のパラドクス』挿入歌                                             |
| 完全崩壊パラドクス           | PS3ゲーム『神様と運命革命のパラドクス』挿入歌                                             |
| 偽装世界アガルタ             | PS3ゲーム『神様と運命革命のパラドクス』挿入歌                                             |
| ending note                  | PS3ゲーム『神様と運命革命のパラドクス』エンディングテーマ                                 |
| 使徒礼賛                     | PS3ゲーム『神様と運命革命のパラドクス』イメージソング                                     |
| 狂気沈殿                     | テレビアニメ『未来日記』Blu-ray版オープニングテーマ                                       |
| 神的創造                     | パソコンゲーム『fortissimo FA//Akkord:nächsten Phase』オープニングテーマ                  |
| Dea×Crisis                   | PS3ゲーム『超ヒロイン戦記』オープニングテーマ                                             |
| 糸遊のしたで                 | PS3ゲーム『超ヒロイン戦記』エンディングテーマ                                             |
| 覚醒、冱てる魂と運命の境界線 | PS3ゲーム『神様と運命覚醒のクロステーゼ』オープニングテーマ                               |
| 救世Άργυρóϛ                  | テレビアニメ『東京ESP』エンディングテーマ                                                 |
| 闇色corsage                  | RPG『ヴァリアントナイツ』挿入歌                                                           |
| 残夜の獣                     | カードゲーム『ワンナイト人狼』テーマソング                                                |
| 檄                           | OVA『ビッグオーダー』主題歌                                                               |
| DISORDER                     | テレビアニメ『ビッグオーダー』オープニングテーマ                                          |
| Psychomachia                 | テレビアニメ『七つの美徳』主題歌                                                          |

## 楽曲提供

### ボーカル
- 伊月ゆい・森永理科

「ANGELS 〜天使の祈り〜」
作詞：ゆい　作曲・編曲：橘尭葉（PS2ゲーム『Monochrome』挿入歌）
- 高垣彩陽・茅原実里

「闇の鍵 光の扉」
作詞・作曲・編曲：橘尭葉（テレビアニメ『Venus Versus Virus』イメージソング）
- 畑亜貴

「異端で悲嘆の娘達（Blue frozen rose Ver.）」
作詞・作曲：畑亜貴　編曲：橘尭葉（ベスト・アルバム『浪漫月裸の娘達 〜BEST SONGS〜』収録曲）
「stigmata」
「隷属快美の娘達」
作詞・作曲：畑亜貴　編曲：橘尭葉（ベスト・アルバム『隷属快美の娘達 〜BEST SONGS II〜』収録曲）
- 清水愛

「メテオロイド」
作詞：畑亜貴　作曲・編曲：橘尭葉（ミニアルバム『Meteoroid』収録曲）
- 佐咲紗花

「CHIASTOLITE」
作詞：佐咲紗花　作曲：橘尭葉　編曲：橘尭葉、妖精帝國（テレビアニメ『牙狼-GARO- -炎の刻印-』エンディングテーマ）
- 三澤紗千香

「Vermilion utopia」
作詞：YUI　作曲：Nanami　編曲：Nanami、妖精帝國（テレビアニメ『東京ESP』キャラクターソング）
- LiLYPSE

「金魚蒔絵の水飛沫」
作詞：華憐　作曲・編曲：Ryöga

### BGM
- 舞-HiME 運命の系統樹

- fortissimo//Akkord:Bsusvier
- fortissimo EXA//Akkord:Bsusvier
- fortissimo EXS//Akkord:nächsten Phase
- 神様と運命革命のパラドクス
- 恋剣乙女

## 式典（ライブ）
- 第壱回公式式典「Live Stigma++++」
  - 2006年9月9日 / LIVE-BAR The DOORS（東京）
- 第弐回公式式典「Live G.L.P.」
  - 2007年7月15日 / 原宿アストロホール（東京）
- 第参回公式式典「Live metanoia」
  - 2008年6月24日 / 表参道FAB（東京）
- 第四回公式式典「Live G.L.D. Tour」
  - 2009年10月11日 / ell. FITS ALL（愛知）
  - 2009年10月12日 / ESAKA MUSE（大阪）
  - 2009年10月24日 / Shibuya O-EAST（東京）
- 特催公式式典「920Putsch」
  - 2010年9月20日 / 横浜BLITZ（神奈川）
- 第伍回公式式典「Live G.L.A. Tour」
  - 2011年4月17日 / STUDIO COAST（東京）
  - 2011年5月13日 / 名古屋Electric Lady Land（愛知）
  - 2011年5月14日 / ESAKA MUSE（大阪）
- 第六回公式式典　拾伍周年記念式典「PAX VESANIA Tour」
  - 2013年6月1日 / 名古屋ボトムライン（愛知）
  - 2013年6月7日 / DRUM Be-1（福岡）
  - 2013年6月8日 / umeda AKASO（大阪）
  - 2013年6月14日 / 仙台 CLUB JUNK BOX（宮城）
  - 2013年6月16日 / STUDIO COAST（東京）
- 特催式典「GEGENANGRIFF:erst」女性臣民限定
  - 2014年3月8日 / キネマ倶楽部 (東京)
- 特催式典「GEGENANGRIFF:zweit」男性臣民限定
  - 2014年3月9日 / キネマ倶楽部 (東京)
- 第七回公式式典「Hades:The other world Tour」
  - 2015年3月7日 / BEAT STATION（福岡）
  - 2015年3月14日 / 名古屋ボトムライン（愛知）
  - 2015年3月27日 / 仙台 CLUB JUNK BOX（宮城）
  - 2015年3月29日 / umeda AKASO（大阪）
  - 2015年4月12日 / Zepp Tokyo（東京）
- 第八回公式式典「SHADOW CORPS[e] LIVE TOUR」
  - 2016年4月29日 / DRUM Be-1（福岡）
  - 2016年4月30日 / umeda AKASO（大阪）
  - 2016年5月5日 / darwin（宮城）
  - 2016年5月15日 / 名古屋ボトムライン（愛知）
  - 2016年5月28日 / TSUTAYA O-EAST（東京）
- 第九回公式式典「flamma idola tour」
  - 2017年6月4日 / 名古屋Electric Lady Land（愛知）
  - 2017年6月10日 / BIGCAT（大阪）
  - 2017年6月17日 / 赤坂BLITZ（東京）
- 妖精帝國廿周年記念・第拾回公式式典「Live Psychomachia」
  - 2018年1月27日 / 名古屋ボトムライン（愛知）
  - 2018年2月11日 / 梅田BananaHall（大阪）
  - 2018年2月17日 / 川崎CLUB CITTA'（神奈川） ※ELECTRONIC EMPIRE FEST VOL.0 DAY2
- 特催ONLINE式典「GEGENANGRIFF:Dritte」〜Z-aN侵攻作戦〜
  - 2020年8月1日 /  Z-aN Fest: Over the Limit 0801（オンライン）
- 第拾壱回公式ONLINE式典「REVOLT OF THE FRIESIANS」
  - 2020年12月4日 /ライブストリーミングサービス Z-aN（オンライン）

- 特催式典「FROM DEEP SEA… TO WHERE?」
  - 2022年11月3日 / 1000club (神奈川)

- 第拾弐回公式式典「The Underworld King Awakens」
  - 2024年1月13日 / Veats Shibuya (東京)
- 第拾参回公式式典「the age of villains: Vengeance」
  - 2024年8月9日 / MACANA (仙台)
  - 2024年8月16日 / umeda TRAD (大阪)
  - 2024年8月18日 / ElectricLadyLand (愛知)
  - 2024年8月30日 / OP’s (福岡)　台風により延期
  - 2024年9月16日 / LIQUIDROOM (東京)
  - 2024年9月24日 / OP’s (福岡)　振替公演